# Hamish Peacock
Hamish Peacock, född 15 oktober 1990, är en friidrottare från Australien. Han deltog vid olympiska sommarspelen 2016.